# Brązowa bila

Brązowa bila − w snookerze jedna z bil kolorowych, ulokowana w półokręgu (polu D) pomiędzy żółtą i zieloną (na środku). Warta jest 4 punkty. Wbijana jako trzecia kolorowa (gdy na stole nie ma już bil czerwonych).
Ze względu na swoje położenie praktycznie niewykorzystywana do robienia breaków - ale często używana jako zasłona przy stawianiu snookerów oraz przy odstawnych. Wbicie jej ze wszystkimi czerwonymi daje 75 punktów, a z czyszczeniem kolorów 102 punkty.